# Véronique Morali
Pour les articles homonymes, voir Morali.
Véronique Morali, née le 12 septembre 1958 dans le 13e arrondissement de Paris, est une femme d'affaires française, présidente de Fimalac Développement, de Webedia, de la commission du dialogue économique du Medef et créatrice du groupe TF Co, éditeur du site web Terrafemina.

## Biographie

### Jeunesse et études
Le père de Véronique Morali, Pierre Morali, est issu d'une famille pied-noire d'Algérie d'origine italienne. Du côté de sa mère, Raymonde Banaschek, sa famille est originaire de Russie et de Pologne. Sa mère est décédée quand elle avait 16 ans.
Elle est diplômée de l'Institut d'études politiques de Paris (section Service public, 1980) et de l'ESCP Europe (1983). 
Elle intègre l'École nationale d'administration (promotion Diderot - 1986). Son rang de sortie lui permet de choisir  l'Inspection générale des finances.
Elle épouse en 1986 François Mongin, diplômé de Sciences po Paris, licencié en droit et titulaire d'un Master of Law (LLM) du Trinity College de l'université de Cambridge, et ancien élève de l'ENA (promotion Léonard de Vinci - 1985). Elle forme un couple en union libre avec Frédéric Oudéa avec lequel elle a deux filles. En secondes noces, elle épouse l'homme d'affaires Marc Ladreit de Lacharrière (né en 1940).

### Carrière
En 1990, elle quitte l'Inspection générale des Finances pour rejoindre la Financière Marc de Lacharrière (Fimalac), tout juste créée par Marc Ladreit de Lacharrière, dont elle deviendra l'épouse,.
Véronique Morali devient administratrice et directrice générale déléguée du groupe Fimalac, puis présidente de Fimalac Développement. Elle est également administratrice et vice chairman de Fitch Group (comprenant Fitch Ratings, agence mondiale de notation et Algorithmics, spécialisé dans la mesure du risque).
Sans cesser ses activités auprès du groupe Fimalac, elle fonde en 2005 avec Françoise Holder et Anne Méaux, l'association Force Femmes dont elle est présidente depuis 2018. Force Femmes est une association reconnue d’intérêt général ayant pour objectif d'accompagner et de soutenir des femmes de plus de 45 ans sans emploi dans leurs démarches de retour à l'emploi et de création d'entreprise. Elle obtient le trophée « Femme de cœur » du Trophée des Femmes en Or pour l'année 2009 au titre de son action engagée pour Force Femmes. L'association a accompagné 25 000 femmes avec l'aide de 950 bénévoles.
En mars 2007, elle prend la présidence de Chanel, poste qu'elle quitte en octobre 2007.
En 2008, elle fonde le site Terrafemina, un site d'information dédié aux femmes, centré sur les thématiques du travail, de l'emploi et de l'engagement.
En août 2009, Véronique Morali prend part à la commission du « grand emprunt » chargée de réfléchir à l'usage du futur « grand emprunt national », commission coprésidée par les anciens Premiers ministres Alain Juppé et Michel Rocard.
En janvier 2011, elle devient présidente du Women's Forum for the Economy and Society,, position qu’elle occupe jusqu’en 2014 où elle est remplacée par Clara Gaymard.
En septembre 2015, elle quitte le conseil d'administration d'Alcatel.
Elle est membre du conseil d'administration du groupe Lagardère depuis le 30 juin 2021.

### Autres fonctions et mandats sociaux
- Membre du conseil de surveillance de la compagnie financière Edmond de Rothschild
- Membre du conseil de surveillance de Publicis Groupe
- Membre du conseil d'administration du groupe Lagardère
- Administrateur de Coca Cola (Atlanta)
- Cofondatrice du Women Corporate Directors Paris (réseau unique de femmes membres de conseils d’administration)
- Administratrice de la Fondation Nationale des Sciences Politiques.

## Décorations
Le 12 mai 1999, Véronique Morali est nommée au grade de chevalier dans l'ordre national du Mérite. Faite chevalier de l'ordre le 29 juin 1999, elle est promue au grade d'officier le 14 mai 2010 au titre de « dirigeante de société ».
Elle est nommée au grade de chevalier dans l'ordre national de la Légion d'honneur le 9 avril 2004 au titre de « directrice générale d'un groupe financier ; 23 ans d'activités professionnelles », puis faite chevalier de l'ordre le 17 juin 2004. Elle est promue au grade d'officier dans l'ordre le 12 juillet 2013 au titre de « présidente de la branche des investissements diversifiés d'une société financière ». Faite officier de l'ordre le 7 février 2014, elle est promue au grade de commandeur dans l'ordre le 29 décembre 2022 au titre de « présidente du directoire d'une société spécialisée dans les médias en ligne ».